# Sphaeralcea digitata
Sphaeralcea digitata là một loài thực vật có hoa trong họ Cẩm quỳ. Loài này được (Greene) Rydb. miêu tả khoa học đầu tiên năm 1913.